# Greifswalder Konsistorium
Das Greifswalder Konsistorium war vom 16. bis 19. Jahrhundert das bedeutendste geistliche Gericht der evangelisch-lutherischen Landeskirche Pommerns.
Das historische Kirchengericht ist nicht zu verwechseln mit dem Evangelischen Konsistorium Greifswald, welches nach 1945 aus dem Konsistorium der Provinz Pommern in Stettin entstand und bis zur Bildung der Evangelisch-Lutherischen Kirche in Norddeutschland der Verwaltung Pommerschen Evangelischen Kirche diente.

## Geschichte

### Herzogtum Pommern
Vor der Einführung der Reformation im Herzogtum Pommern war Greifswald Sitz des Generaloffizials für das Gebiet des Bistums Cammin westlich der Swine, der die bischöflichen Gerichtsbefugnisse wahrnahm und meist der Universität Greifswald angehörte. Nach dem Treptower Landtag von 1534 bedurfte es mehrerer Jahrzehnte, bis die evangelische Landeskirche ihre eigenen Strukturen aufgebaut hatte. Die pommersche Kirchenordnung von 1535 bot keine Rechtsgrundlage für die Errichtung von Konsistorien. 1556 wurde in Greifswald ein Konsistorium eingerichtet, das bei Bedarf als Spruchgremium zusammentrat. Mit dem Beschluss der revidierten Kirchenordnung von 1563 wurden in den damaligen pommerschen Landesteilen ständige Konsistorien eingerichtet, die den Hofgerichten gleichgestellt waren, das Greifswalder für das Teilherzogtum Pommern-Wolgast.
Der jeweilige Generalsuperintendent von Pommern-Wolgast, der gleichzeitig die erste theologische Professur an der Universität Greifswald und das Pfarramt am Dom St. Nikolai innehatte, war Präses des Konsistoriums und dem Landesfürsten gegenüber verantwortlich. Gewöhnlich wurden die Pastoren der St.-Marien-Kirche und St.-Jacobi-Kirche, ebenfalls Professoren an der theologischen Fakultät, zu Konsistorialassessoren berufen. Hinzu kamen die beiden Professoren der juristischen Fakultät, von denen der Erste zum Direktor des Konsistoriums bestellt wurde. Zu den frühesten Tagungsorten des Konsistoriums gibt es keine gesicherten Hinweise. Nach dem Bau eines neuen Hauptgebäudes auf Betreiben des Herzogs Ernst Ludwig wurden dem geistlichen Gericht darin Räume zugewiesen. Wöchentliche Sitzungen fanden im Konzilsaal statt.

### Schwedisch-Pommern

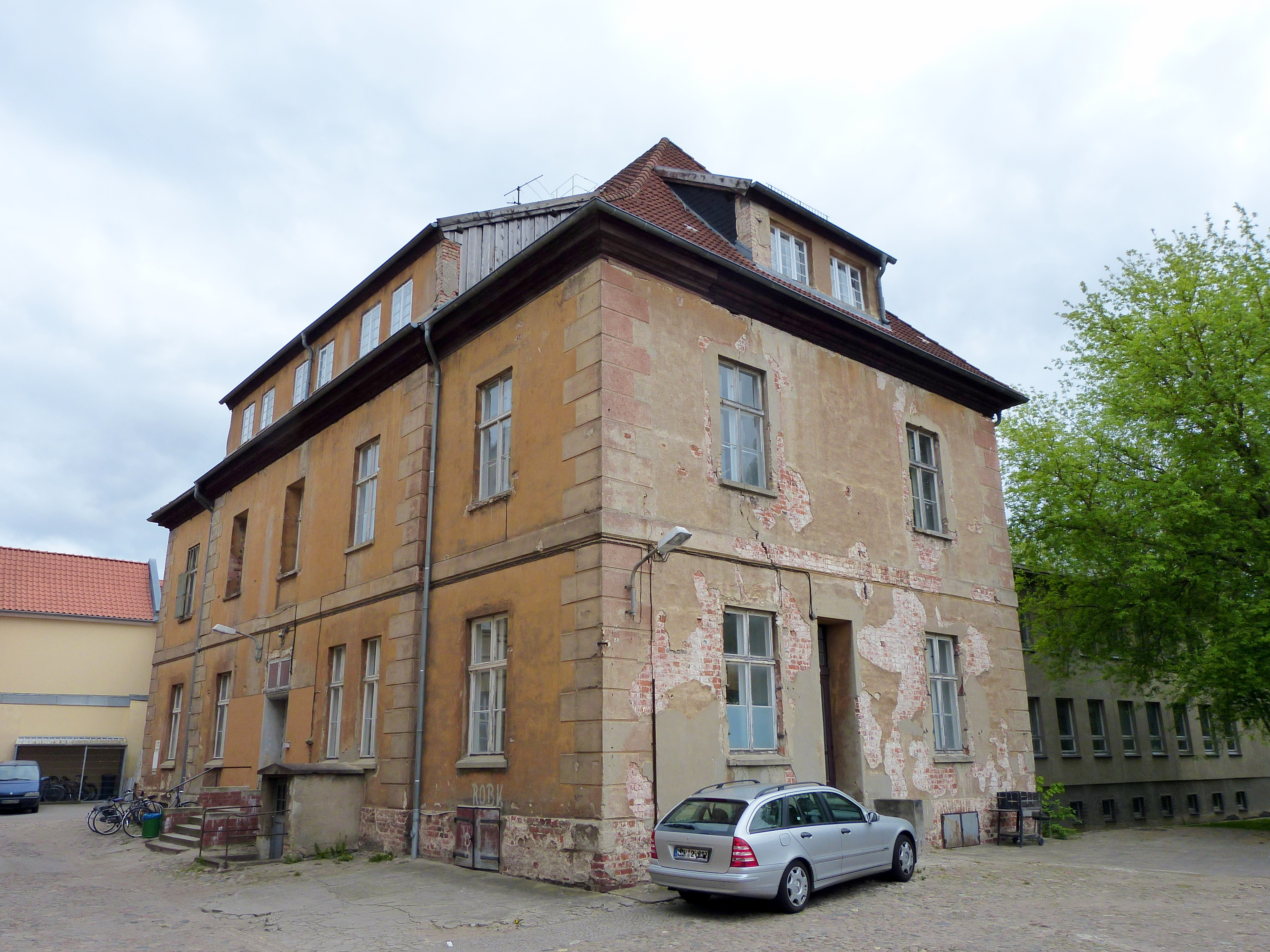
Greifswald, Domstraße 20a

Während des Dreißigjährigen Krieges brachen Verwaltung und Rechtsprechung in Pommern zeitweise zusammen. Unter dem Drängen der schwedischen Militärregierung, die das pommersche Kirchenrecht anerkannte, nahm das Greifswalder Konsistorium 1642 wieder die Arbeit auf. Es wurde zusammen mit dem von Wolgast nach Greifswald verlegten Hofgericht in der früheren Propstei eröffnet. Zeitweise war Greifswald als Sitz eines „consistorium speciale“ vorgesehen, während in Stettin ein „consistorium generale“ eingerichtet werden sollte. Bereits 1649 wurde jedoch die Zuständigkeit das Greifswalder Konsistoriums für ganz Schwedisch-Pommern bestätigt. Die Nähe zur Universität spielte bei der endgültigen Entscheidung für Greifswald 1656 eine maßgebliche Rolle. Bereits 1653 war mit der Einrichtung des Wismarer Tribunals eine Appellationsinstanz geschaffen worden. 1667 wurde auf Anordnung der schwedischen Regierung ein Konsistorialfiskal angestellt. 1692 wurde die Gerichtsbarkeit des Konsistoriums auf die schwedischen Militärangehörigen in Pommern ausgedehnt, für die bisher ein Feldkonsistorium zuständig war. Für sie galt das schwedische Kirchenrecht.
Während des Schwedisch-Brandenburgischen Krieges stellte das Konsistorium 1677 seine Arbeit ein; 1679 wurde es wieder eröffnet. Im Hauptrezess von 1681 erfolgte die endgültige Festlegung der Konsistorialinstruktionen. 1704 bestimmte ein königliches Edikt das Konsistorium zur Zensurbehörde, ohne dessen Zustimmung keine theologischen Schriften im Land gedruckt werden durften. Die Landstände Schwedisch-Pommerns ließen in den Jahren 1708 bis 1710 für Konsistorium und Hofgericht ein neues Gebäude errichten. Dieses ist bis heute erhalten; es befindet sich, durch Um- und Ausbauten verändert, in der Domstraße 20a.
Gegen Ende des 18. Jahrhunderts verlor das Konsistorium im Rahmen der allgemeinen Rechtspflege an Bedeutung. Beim Versuch, Schwedisch-Pommern nach der Auflösung des Heiligen Römischen Reiches in den schwedischen Staatsverband einzugliedern, wurde erheblich in die kirchliche Administration eingegriffen und die Zuständigkeit des Konsistoriums deutlich eingeschränkt. Die Verfügungen konnten jedoch infolge der Napoleonischen Kriege und der Besetzung des Landes durch französische Truppen nicht wirksam werden und wurden schließlich 1810 zurückgenommen.

### Provinz Pommern
Nach dem Übergang Schwedisch-Pommerns an Preußen plante das preußische Innenministerium die Umwandlung des Konsistoriums in eine Verwaltungsbehörde. Nach verschiedenen Verhandlungen, unterstützt durch die Stadt Greifswald, wurde das Konsistorium mit Einschränkungen belassen. Als es 1849 aufgrund der Verordnung über die „Aufhebung der Privatgerichtsbarkeit und des eximirten Gerichtsstandes“ aufgehoben wurde, war die Chance der Weiterführung als kirchliche Verwaltungsbehörde vertan. Diese Aufgabe hatte das 1815 in Stettin eingerichtete Konsistorium der Provinz Pommern übernommen. Dieses wurde nach Ende des Zweiten Weltkriegs nach Greifswald verlegt.